# Guerra dos Seis Anos
A Guerra dos Seis Anos (1868-1874) foi uma guerra civil na República Dominicana que "constituiu a terceira guerra de independência travada pelo povo dominicano", neste caso contra o governo do presidente Buenaventura Báez, que em 1869 negociava a anexação da República Dominicana aos Estados Unidos. De acordo com o intelectual dominicano Pedro Henríquez Ureña, esta guerra foi uma fase crítica na criação da consciência nacional dominicana porque, já tendo se diferenciado dos haitianos na primeira guerra de independência e dos espanhóis na segunda, os dominicanos afirmaram sua incompatibilidade com os Estados Unidos.
A guerra foi travada principalmente por irregulares (revolucionários, intelectuais, elementos conservadores nas forças armadas) contra o exército dominicano regular leal a Báez. 
De acordo com Hector Avalos, a guerra civil possuía uma dimensão religiosa, uma vez que os dominicanos predominantemente católicos, já tendo rejeitado vodu haitiano, agora decisivamente rejeitavam o protestantismo estadunidense. 
A anexação dominicana seria derrotada em um referendo em 1870 e também por uma votação no Senado dos Estados Unidos.